# 薬師寺尊正

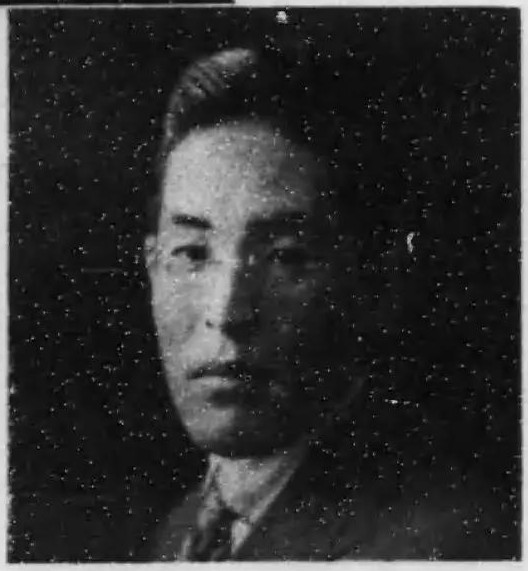
薬師寺尊正（1924年）

薬師寺 尊正（やくしじ たかまさ、1893年（明治26年）5月17日 - 1985年（昭和60年）12月8日）は、日本の弁護士。日本にバスケットボールやバレーボールが紹介された最初期に両競技の選手として活動。大日本体育協会主事を務め、バスケットボールとバレーボールの普及に努めた。第二次世界大戦後に東京都目黒区で人権擁護委員などの役職を務め、区政に貢献したことから、名誉区民として顕彰されている。

## 生涯
熊本県出身。旧制玉名中学校（現在の熊本県立玉名高等学校・附属中学校）、旧制第五高等学校を経て、東京帝国大学に進学。1917年（大正6年）、東京帝国大学法学部政治科を卒業。弁護士となり、岸清一法律事務所で勤務した。
旧姓は加藤で、薬師寺久兵衛（東京府多額納税者）の長女（ふみ）と結婚して入婿となった。薬師寺に改姓したのは1923年（大正12年）という。なお本項では「薬師寺」の表記で統一する。

### スポーツとの関係
1917年（大正6年）、F.H.ブラウンの指導下にバスケットボールの東京YMCAチームが発足。薬師寺尊正は主力メンバーの一人であった。なお、バスケットボールと同様にバレーボールもYMCAを通じて日本に紹介されており、薬師寺はバレーボールも習得している。初期の男子バレーボールは、陸上選手やバスケットボール選手が余技として行う傾向があった。
東京YMCAチームは、1921年（第5回大会、上海）・1923年（第6回大会、大阪）の極東選手権大会に、バスケットボールの日本代表として出場。なお、第5回極東大会で東京YMCAチームはバレーボールでも日本代表チームとなっており、薬師寺も選手として出場したという。また、1921年（大正10年）に創設された全日本籠球選手権大会（現在の天皇杯・皇后杯全日本バスケットボール選手権大会）では、東京YMCAチームが第1回大会から3連覇を遂げた。薬師寺は、この時期の東京YMCAチームの主将を務めた。また、1922年（大正11年）に創刊された大日本体育協会機関誌『アスレチックス』に、バスケットボール関連記事を寄稿している。
1923年（大正12年）9月、関東大震災で東京YMCA会館は被災し、体育館も炎上した。活動場所を失った東京YMCAチームは解散。1925年（大正14年）、大日本体育協会が組織改革を行い、野口源三郎らが主事を更迭された際、これに代わって二村忠臣（東京高等師範学校出身）とともに主事に選出された。
1927年（昭和2年）に大日本排球協会（現在の日本バレーボール協会）が設立されると、理事に就任した。1929年（昭和4年）、大日本体育協会名誉主事に就任。1930年（昭和5年）、個人で雑誌『バスケットボール』を創刊し、月刊で14号まで発行した。
大日本体育協会において、バスケットボールの運営は薬師寺に任されていた形であり、薬師寺はYMCAを中心としてバスケットボール団体を組織することを構想していた。しかし、1930年（昭和5年）9月30日に学生競技者を主体にした大日本バスケットボール協会が設立され、大日本体育協会の傘下団体となった（李相佰参照）。大日本バスケットボール協会の「独立」は、「YMCAのバスケットボール」から「学生らのバスケットボール」への完全移行を示すものとされる。薬師寺は次第にバスケットボール界での立場を失い、のちに大日本体育協会の名誉主事も辞任した。

### 弁護士としての活動
1952年（昭和27年）、目黒区の人権擁護委員に就任。目黒区法曹会の一員として法律相談を率先して担当したほか、目黒区の各種審議会委員を務めた。1969年（昭和44年）、勲四等瑞宝章を受章。
1983年（昭和58年）10月1日、目黒区名誉区民として顕彰される。1985年（昭和60年）12月8日死去。